# Ang Thong (província)
Ang Thong é uma província da Tailândia. Sua capital é a cidade de Ang Thong.

## Distritos
A província está subdividida em 7 distritos (amphoes). Os distritos estão por sua vez divididos em 81 comunas (tambons) e estas em 513 povoados (moobans).

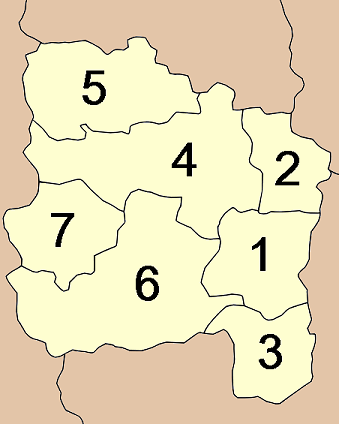
Distritos da província.

1. Ang Thong
2. Chaiyo
3. Pa Mok
4. Pho Tong
5. Sawaeng Ha
6. Wiset Chai Cahn
7. Samko